# Точечный данио
Точечный данио, или точечный брахиданио (лат. Danio nigrofasciatus), — вид лучепёрых рыб из подсемейства Danioninae семейства карповых или семейства Danionidae.
Обитает в реках северной Мьянмы. Длина тела — до 3,7 см. Обладает характерной окраской — тело покрыто тёмными точками, которые на отблеск кажутся голубыми.

## Синонимы
В синонимику вида входят следующие биномены:
- Barilius nigrofasciatus Day, 1870
- Brachydanio nigrofasciatus (Day, 1870)
- Danio analipunctatus Boulenger, 1911